# Militaria

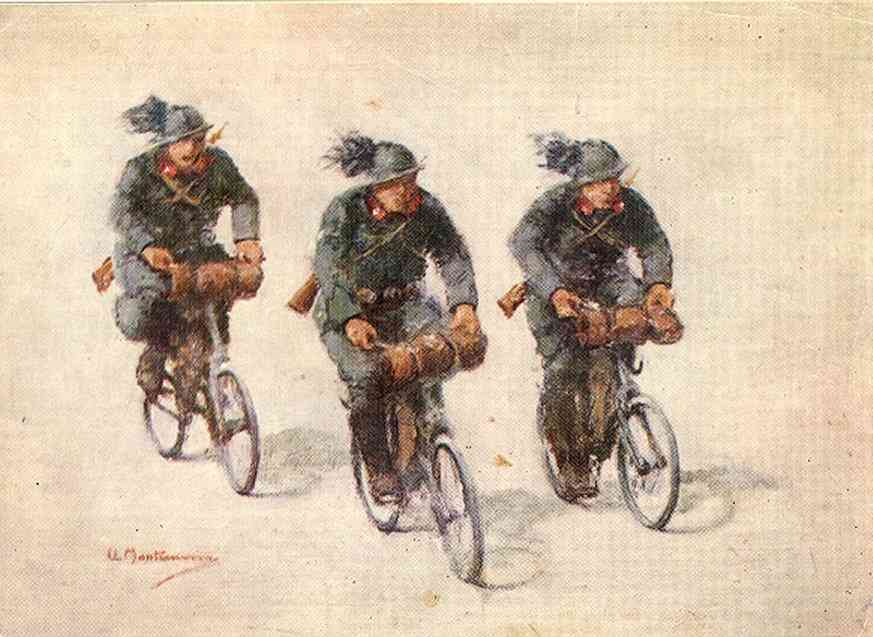
Cartolina d'epoca con bersaglieri ciclisti (1916)

Militaria  indica l'insieme delle mostreggiature, fregi, distintivi, gradi, uniformi, che costituiscono una delle componenti più curiose dell'equipaggiamento di un militare di una forza armata, collezionate per il loro significato storico.

## Storia
Il termine deriverebbe da dona militaria dei legionari dell'antica Roma, che erano le ricompense militari assegnate ai soldati e agli ufficiali valorosi.

## Utilizzo e significato

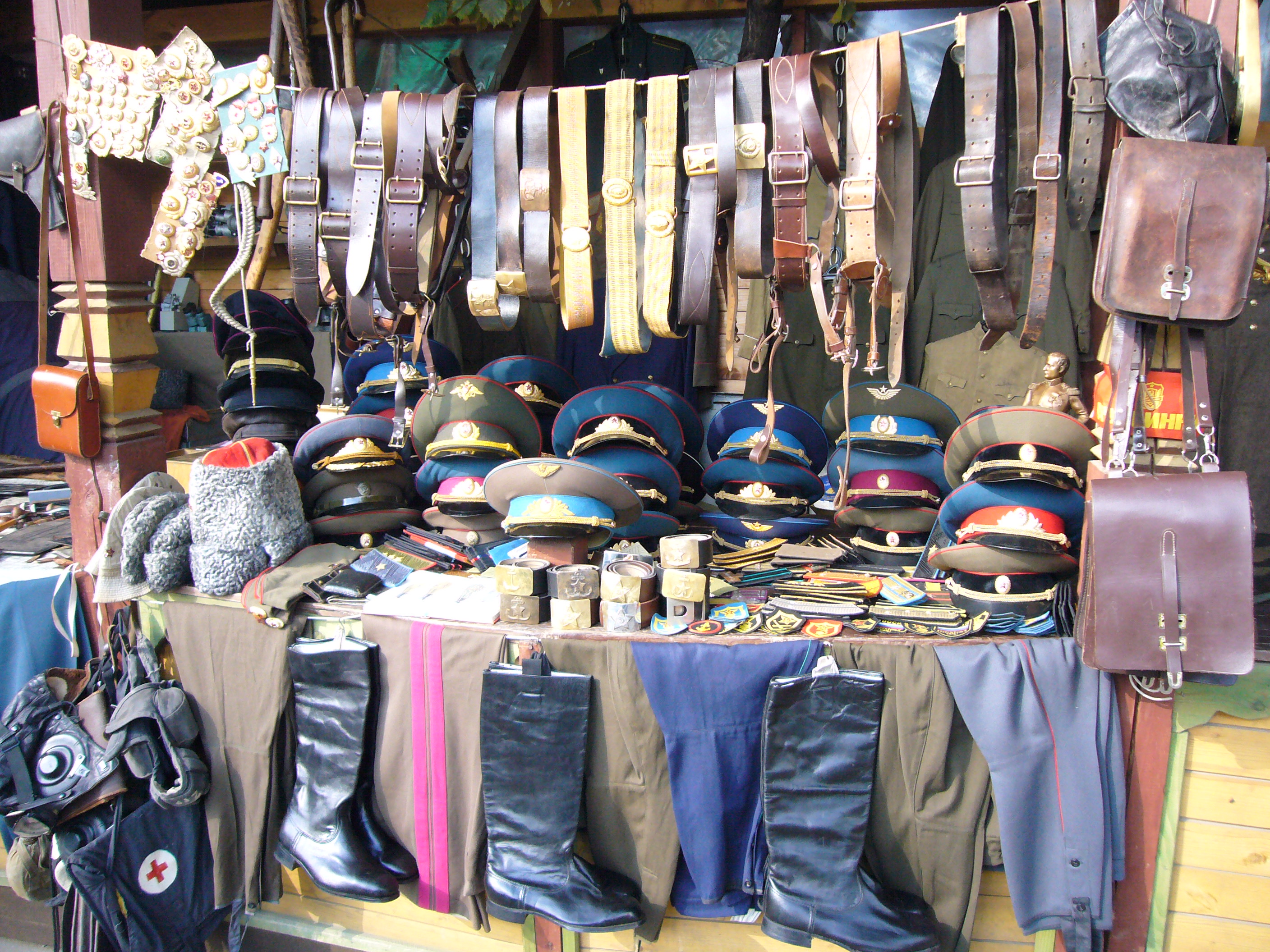
Collezione di militaria sovietiche

Ogni elemento ha un preciso significato, basato su un vero codice di identificazione rappresentativo del mondo militare, dei suoi valori, della sua storia, affondando le proprie radici nelle tradizioni che ne fanno un elemento chiave dell'evolversi di una forza armata, della sua evoluzione nella storia e dei suoi sistemi di codificazione.
Sono inoltre associati alla militaria tutte le repliche di armi, mezzi e materiali, le decorazioni, le stampe e tutto ciò sia legato in qualche modo alla storia di un corpo militare.
Il militaria storico è anche oggetto di collezionismo in tutto il mondo, che alimenta un vero e proprio mercato dedicato.